# Grow Mobility
A Grow (nome comercial da Grow Mobility Inc.) é uma empresa de mobilidade urbana, dedicada ao aluguel de patinetes e bicicletas compartilhadas. A empresa foi formada a partir da fusão em janeiro de 2019 entre a mexicana Grin Scooters e a brasileira Yellow, que juntando seus nomes formaram a palavra em inglês grow, que significa crescimento. Em 2019, as empresas juntas estavam espalhadas por 7 países da América Latina, e já ultrapassavam a marca de 15 milhões de corridas.
Após a fusão, em novembro de 2019 o aplicativo Yellow foi eliminado, com as operações sendo centralizadas no aplicativo da Grin. Em janeiro de 2020, a empresa reduziu a operação no Brasil, mantendo apenas patinetes em São Paulo, Rio de Janeiro e Curitiba. Em julho do mesmo ano a empresa entrou com pedido de recuperação judicial na Justiça de São Paulo.

## História
A Yellow foi fundada em 2017 pelo ex-CEO da Caloi, Eduardo Musa, e pelos fundadores da 99, Ariel Lambrecht e Renato Freitas. Já a Grin foi fundada em julho de 2018, por Sergio Romo e Jonathan Lewy.
Em 10 de dezembro de 2018, foi anunciada fusão da empresa Ride, fundada em abril de 2018, com a Grin, mantendo a última marca e firmando uma parceria ao aplicativo Rappi.
Em 29 de maio de 2019, a Prefeitura de São Paulo apreendeu 557 patinetes da empresa por não realizaram o credenciamento previsto no município. Posteriormente, a prefeitura cobrou uma multa no valor de 914 mil reais da empresa para recuperar os equipamentos confiscados.